# Partit Popular de Menorca
El PP de Menorca és la secció local del Partit Popular de les Illes Balears a Menorca. Sota les sigles d'Aliança Popular, després Coalició Popular i finalment com a Partit Popular, ha estat el partit majoritari des de la represa de la democràcia a la majoria d'eleccions disputades des de llavors. Les cares més visibles d'aquest partit han estat els dos presidents del Consell Insular de Menorca Joan Huguet i Cristòfol Triay.

## Càrrecs institucionals
Els seus militants han ocupat els càrrecs institucionals més importants de Menorca. Han estat presidents del Consell Insular de Menorca Joan Huguet (1991-1995) i Cristòfol Triay (1995-1999). Han estat consellers del Govern Balear els militants del PP menorquí Cristòfol Triay, Guillem Camps, Guillem de Olives i Cristòfol Huguet. Joan Huguet fou el president del Parlament Balear entre els anys 1995 i 1999.
El partit ha tengut com a diputats al Congrés dels Diputats de Madrid a Ricard Squella, Adolfo Vilafranca, Cristòfol Pons i Joan Salord i com a senadors Martí Escudero, Bernat Llompart, Llorenç Cardona, Josep Seguí i Manuel Jaén, Juana Francisca Pons Vila i Jorge López Ravanals. A més, el partit també ha ostentat l'alcaldia dels diversos municipis de Menorca excepte Ferreries i Maó

## Direcció política
| Període     | President                     | Secretari general                                                                                       |
| ----------- | ----------------------------- | --- |
| 1978 – 1980 | Manuel Yebra Benavente        | |
| 1980 – 1983 | Victòria Florit Escrivà       | |
| 1983 – 1996 | Joan Huguet Rotger            | Manuel Jaén Palacios (1991 – 1994) Cristòfol Triay Humbert (1994 – 1996)                                |
| 1996        | Cristòfol Triay Humbert       | Bernat Llompart Diaz                                                                                    |
| 1996 – 1999 | Antoni Juaneda Cabrisas       | Salvador Botella Mantolan                                                                               |
| 1999 – 2008 | Juan Manuel Lafuente Mir      | Manuel Monerris Barberà (1999 – 2004) Assumpta Vinent Barceló (2004 – 2008)                             |
| 2008 – 2017 | Santiago Tadeo Florit         | Antònia Gener / Juanjo Pons Anglada (fins 29/08/2016) / María Asunción Pons Fullana (des de 29/08/2016) |
| 2017 -      | Misericòrdia Sugrañes Barenys | María Asunción Pons Fullana                                                                             |